# بیابان و نیمه‌بیابان دریای عمان
بیابان و نیمه‌بیابان دریای عمان یک ناحیه بوم‌شناختی در خلیج فارس و دریای عمان‌ است که مناطقی از کشورهای عمان و امارات متحده عربی در شمال‌شرقی شبه‌جزیره عربستان را می‌پوشاند. آب‌وهوای این ناحیه گرم و خشک است و از ساحل به سمت مناطق داخلی دارای دشت‌های شنی و گرم‌دشت‌های همراه با درختان تنک آکاسیا است. در امتداد ساحل ترکیبی از زیستگاه‌های طبیعی شامل باتلاق‌های گیاه کرنا، تالاب‌ها و کفه‌های گِلی وجود دارد. در نقاط دارای مانگرو، درختچه‌های حرا و در گرم‌دشت‌ها کهور ایرانی و آکاسیای چتری غلبه دارند.
جزیره مصیره که از نقاط مهم تولیدمثل لاک‌پشت سرخ و دیگر لاک‌پشت‌های دریایی است در این ناحیه قرار دارد که گونه‌های متنوعی از پرندگان بومی و مهاجر نیز در آن یافت می‌شود. در ناحیه بیابانی و نیمه‌بیابانی دریای عمان چند منطقه حفاظت‌شده وجود دارد ولی به صورت کلی زیستگاه‌های طبیعی بر اثر چرای دام به‌ویژه شتر و بز تخریب شده و کاهش یافته‌اند. خطرات ناشی از نشت نفت، خودروهای آفرود و شکار غیرقانونی نیز از ریسک‌های دیگر این ناحیه به‌شمار می‌رود.

## موقعیت
این ناحیه بوم‌شناختی در عمان شامل شبه‌جزیره مسندم است که در جنوب تنگه هرمز و محل ورود به خلیج فارس قرار دارد و تحت مالکیت عمان و امارات متحده عربی است. این ناحیه در خاک اصلی عمان شامل دشت‌های ساحلی منطقه باطنه است که در امتداد ساحل تا مسقط و ساحل‌های ماسه‌ای و تلماسه‌های منطقه شرقیه ادامه می‌یابد. از نقطه رأس‌الحد با چرخش به سمت جنوب در امتداد ساحل به جزیره مصیره می‌رسد. این ناحیه همچنین شامل یک نوار داخلی در امتداد جنوب‌غربی رشته‌کوه حجر است.
در امارات متحده عربی این ناحیه شامل دشت‌های پیرامون رشته‌کوه حجر در شرق، امیرنشین‌های دبی، شارجه و رأس‌الخیمه و ساحل البطینه در نزدیکی فجیره است.

## آب‌وهوا
آب‌وهوای این ناحیه بوم‌شناختی گرم و خشک است و بیشینه دمای آن به ۴۹ درجه سلسیوس (۱۲۰ درجه فارنهایت) می‌رسد. بارندگی آن به‌ویژه در سواحل اماراتی خلیج فارس اندک است. مقدار بارش در دریای عمان بیشتر ولی رطوبت هر دو ساحل بالاست.